# Ангелов, Горан
Горан Ангелов Костадинов (14 августа 1912, Петрич, Османская империя — 1994, София) — болгарский политический и государственный деятель. Герой Социалистического Труда (НРБ) (1982).

## Биография
Окончил коммерческую школу. С 1932 года — член БКП. За коммунистическую деятельность преследовался властями. С 1934 по 1941 год — член нелегального обкома БКП в Петриче. В 1941—1943 годах был интернирован в лагерях.
После 9 сентября 1944 года стал первым секретарем райкома партии в родном городе (1944—1949). Позже работал секретарём райкома БКП в Благоевграде (1949—1957). Окончил Высшую партийную школу при ЦК БКП.
В 1963 году назначен первым заместителем министра торговли Болгарии, руководил отделом «Торговля и пищевая промышленность» при ЦК БКП. С 1967 года — генеральный директор компании «Болгартабак». Позже был заместителем министра торговли, первым заместителем председателя Центрального союза кооперативов, первым заместителем председателя комитета по туризму и другими.

## Источник
- Аврамов, А. Трудовата слава на България, Държавно издателство д-р Петър Берон, 1987, с. 228